# كلوستريديوم هايليموني
كلوستريديوم هايليموني (نسبة إلى عالم الأحياء الدقيقة الأمريكي فيليب بي. هايليمون) هو نوع من البكتيريا من فصيلة كلوستريدياسيا.